# Saint-Loup-de-Varennes
Saint-Loup-de-Varennes ist eine französische Gemeinde mit 1.249 Einwohnern (Stand: 1. Januar 2022) im Département Saône-et-Loire in der Region Bourgogne-Franche-Comté. Sie gehört zum Arrondissement Chalon-sur-Saône und zum Kanton Saint-Rémy. Die Bewohner werden Saint-Lupéens und Saint-Lupéennes genannt.
In der Gemeinde entstand 1826 die erste Fotografie der Welt, Blick aus dem Arbeitszimmer, da sich der Pionier Joseph Nicéphore Niépce hier aufgehalten hat.

## Geografie
Saint-Loup-de-Varennes liegt etwa sechs Kilometer südlich von Chalon-sur-Saône. Die Saône begrenzt die Gemeinde im Nordosten. Umgeben wird Saint-Loup-de-Varennes von den Nachbargemeinden Sevrey und Lux im Nordwesten und Norden, Épervans im Osten und Nordosten, Varennes-le-Grand im Süden sowie La Charmée im Westen und Südwesten.
Durch die Gemeinde führen die Autoroute A6 und die frühere Route nationale 6 (heutige D906).

## Bevölkerungsentwicklung
| Jahr                       | 1962 | 1968 | 1975 | 1982 | 1990 | 1999 | 2006 | 2013 | 2020 |
| Einwohner                  | 608  | 610  | 671  | 693  | 986  | 1018 | 1114 | 1125 | 1207 |
| Quellen: Cassini und INSEE |      |      |      |      |      |      |      |      |      |

## Sehenswürdigkeiten
- Kirche Saint-Loup, Langhaus im 18. Jahrhundert neu gebaut
- Ehemaliges Schloss Saint-Loup aus dem 14. und 15. Jahrhundert, seit 2009 als Monument historique eingeschrieben
- Friedhofskreuz aus dem 16. Jahrhundert, seit 1908 als Monument historique klassifiziert

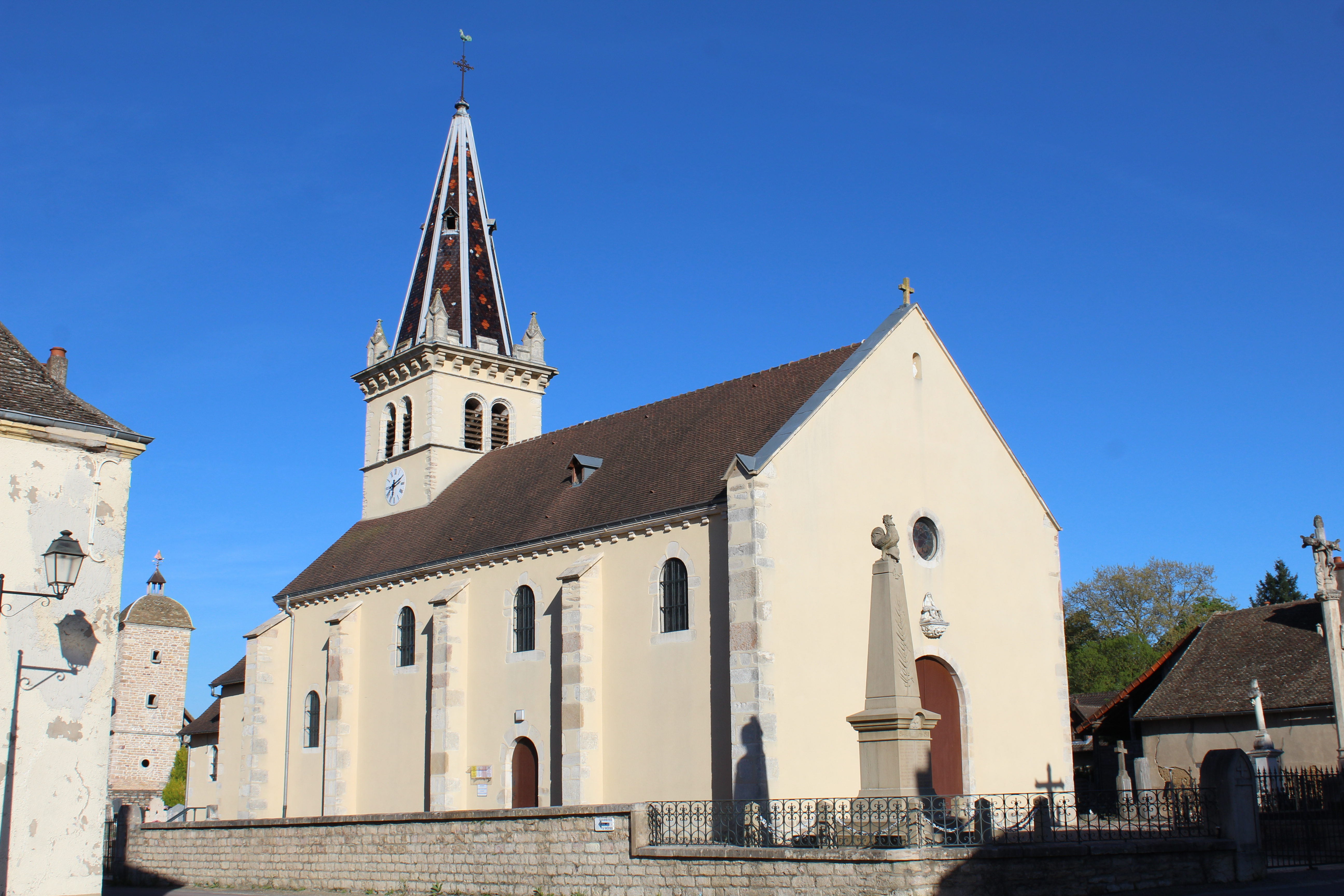
Kirche Saint-Loup
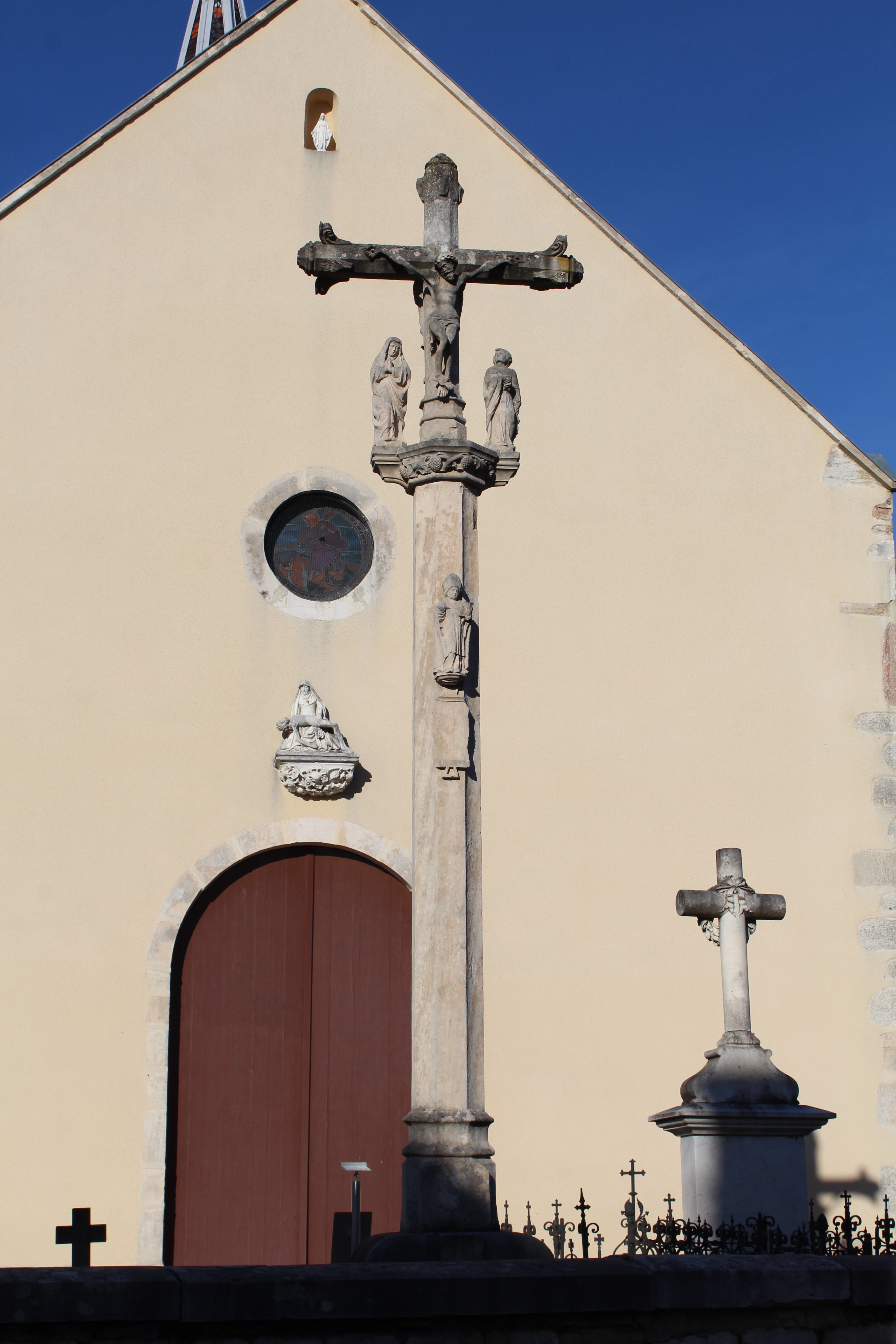
Friedhofskreuz

## Persönlichkeiten
- Joseph Nicéphore Niépce (1765–1833), französischer Erfinder der Heliografie/Fotografie, gestorben in Saint-Loup-de-Varennes